# Internationale Datenschutzkonferenz
Die Global Privacy Assembly (GPA, deutsch: Internationale Datenschutzkonferenz) ist eine alljährlich stattfindende internationale Konferenz, die sich seit 1979 mit Fragen des Datenschutzes beschäftigt.
Im Jahr 2021 hatte die Global Privacy Assembly 133 akkreditierte Mitglieder. Darüber hinaus können Vertreter von Staaten ohne unabhängige Datenschutzkontrollorgane, internationale Organisationen, Nichtregierungsorganisationen sowie Vertreter aus Wissenschaft und Industrie als Beobachter teilnehmen. Internationale und supranationale Organe haben dabei nur Stimmrecht, wenn ihnen dies im Akkreditierungsverfahren gegeben wurde. Das ist etwa beim Europäischen Datenschutzbeauftragten der Fall.
Ein fünfköpfiges Exekutiv-Komitee kann Entschließungen zu aktuellen datenschutzpolitischen und datenschutzrechtlichen Fragen beschließen, um die internationale Gesetzgebung zu beeinflussen und zu vereinheitlichen. Besonders bedeutsam war etwa die Entschließung über Internationale Standards zum Schutz der Privatsphäre im Jahr 2009.
Innerhalb der internationalen Datenschutzkonferenz gibt es Arbeitsgruppen, die sich bestimmten Themenbereichen widmen, wie etwa die International Working Group on Data Protection in Telecommunications dem Bereich der Telekommunikation.
Auf europäischer Ebene agiert der Europäische Datenschutzausschuss, in Deutschland die Konferenz der unabhängigen Datenschutzbehörden des Bundes und der Länder.
Die Konferenz träg ihren heutigen Namen seit dem 15. November 2019. Zuvor hieß sie Internationale Konferenz der Beauftragten für den Datenschutz und den Schutz der Privatsphäre (englisch International Conference of Data Protection & Privacy Commissioners, ICDPPC).

## Konferenztermine und Tagungsorte
Die erste Konferenz fand 1979 in Bonn statt. Sie tagte in den nächsten 20 Jahren überwiegend in anderen europäischen Städten und Nordamerika. Die 21. Konferenz fand erstmals in Asien statt und nahm damit endgültig einen globalen Charakter an.
| Nr. | Datum                                | Tagungsort                | Leitthema |
| --- | ------------------------------------ | ------------------------- | --- |
| 23. | 24. bis 26. September 2001           | Paris                     | ‘One World, One Privacy’ |
| 24. | 9. bis 11. September 2002            | Cardiff                   | [ 7 ] [ 5 ] [ 8 ] |
| 25. | 10. bis 12. September 2003           | Sydney                    | ‘Practical Privacy for People, Government and Business’                                                                             |
| 26. | 14. bis 16. September 2004           | Breslau                   | „Das Recht auf Privatsphäre – das Recht auf Würde“                                                                                  |
| 27. | 14. bis 16. September 2005           | Montreux                  | « The protection of personal data and privacy in a globalised world: A universal right respecting the diversities »                 |
| 28. | 2./3. November 2006                  | London                    | ‘Surveillance Society?’ |
| 29. | 25. bis 28. September 2007           | Montreal                  | « Les horizons de la protection de la vie privée: Terra Incognita »/“Terra Incognita: Privacy Horizons”                             |
| 30. | 15. bis 17. Oktober 2008             | Straßburg                 | ‘Protecting Privacy in a borderless World’                                                                                          |
| 31. | 4. bis 6. November 2009              | Madrid                    | „Privatsphäre: Heute ist Morgen.“/‘Privacy: Today is Tomorrow’/« Vie Privée: Aujourd'hui C'est Demain »/«Privacidad: Hoy es Mañana» |
| 32. | 27. bis 29. Oktober 2010             | Jerusalem                 | “Privacy: Generations” |
| 33. | 2./3. November 2011                  | Mexiko-Stadt              | “Privacy: The Global Age” |
| 34. | 23./24. Oktober 2012                 | Punta del Este            | “Privacy and Technology in Balance”                                                                                                 |
| 35. | 23. bis 26. September 2013           | Warschau                  | “Privacy: A Compass in Turbulent World”                                                                                             |
| 36. | 13. bis 16. Oktober 2014             | Fort Balaclava/ Mauritius | “A World Order for Data Protection: – Our Dream comming true?”                                                                      |
| 37. | 26./27. Oktober 2015                 | Amsterdam                 | “Privacy Bridges” |
| 38. | 17. bis 20. Oktober 2016             | Marrakesh                 | “Opening new territories for privacy”                                                                                               |
| 39. | 25. bis 29. September 2017           | Hongkong                  | "Connecting West with East in Protecting and Respecting Data Privacy"                                                               |
| 40. | 22. bis 26. Oktober 2018             | Sofia                     | "Respect and Dignity in Data Driven Life"                                                                                           |
| 41. | 21. bis 24. Oktober 2019             | Tirana                    | “Convergence and Connectivity Raising Global Data Protection Standards in the Digital Age”                                          |
| 42. | 12. bis 16. Oktober 2020             | Virtuell                  | - |
| 43. | 18. bis 21. Oktober 2021             | Virtuell (Mexiko)         | "Privacy and Data Protection: A human-centric approach"                                                                             |
| 44. | 25. bis 28. Oktober 2022             | Istanbul                  | „A Matter of Balance: Privacy in The Era of Rapid Technological Advancement“                                                        |
| 45. | 15. bis 20. Oktober 2023             | Hamilton, Bermuda         | - |
| 46. | 28. Oktober bis zum 1. November 2024 | Saint Helier, Jersey      | "The Power of i" |
| 47. | 16. bis 19. September 2025           | Südkorea                  | “Artificial Intelligence in Our Daily Lives – Data and Privacy Issues”                                                              |

## Entschließungen
Im Jahr 2003 etablierte die Konferenz ein Regelwerk zur regelmäßigen Verabschiedung von Resolutionen. Zuvor waren nur gelegentliche Erklärungen veröffentlicht worden.